# Escaut (schip, 1960)
Het Belgische motorschip Escaut (Schelde) (het vijfde schip met die naam) werd in 1960 gebouwd door de Boelwerf in Temse.

## Geschiedenis
Het vrachtschip Escaut kwam voor rekening van de Armement Deppe waarin de C.M.B. (Compagnie Maritime Belge) thans een meerderheidsaandeel bezit.
Tot in 1972 bracht ze lading naar havens in de Golf van Mexico. Het schip had een zwarte romp en een witkleurige bovenbouw met een beige halfhoge schoorsteen. Ze had eveneens drie omgekeerde V-vormige masten met vier kleinere masten met laadbomen die tegen de opbouw stonden. Het vrachtschip had in totaal 14 laadbomen. Opmerkelijk was de kleinere omgekeerde V-vormige mast op de voorplecht of voorschip.
Daarna werd de Escaut uit de vaart genomen en opgelegd in het Kattendijkdok voor doorverkoop. Vermoedelijk is ze naar het toenmalige Zaïre (Congo) doorverkocht of door een andere buitenlandse rederij verkocht. Of ze nu nog vaart valt sterk te betwijfelen.
Vele zeeschepen tegenwoordig hebben maar een korte levensduur. Ze worden haast niet meer onderhouden door de bemanning en de rederij, en laten hun schepen onderkomen en roesten. Uiteindelijk belanden ze onder de sloophamer, zinken ze of rotten ze weg ergens in een vreemde haven.